# Jan IV van Auvergne
Jan IV de La Tour d'Auvergne (circa 1467 - 28 maart 1501) was van 1497 tot aan zijn dood graaf van Auvergne. Hij behoorde tot het huis La Tour d'Auvergne.

## Levensloop
Jan IV was de zoon van Bertrand VI de La Tour d'Auvergne uit diens huwelijk met Louise de La Trémoille, vrouwe van Boussac en dochter van Georges de La Trémoille, grootkamerheer van Frankrijk. Na de dood van zijn vader in 1497 werd hij graaf van Auvergne, Boulogne en Lauragais.
Op 2 januari 1495 huwde hij met Johanna van Bourbon (1465-1511), dochter van graaf Jan VIII van Bourbon-Vendôme. Ze kregen drie dochters:
- Anna (1496-1524), gravin van Auvergne, huwde in 1505 met John Stewart, hertog van Albany en regent van het koninkrijk Schotland
- Magdalena (1498-1519), gravin van Lauragais, huwde in 1518 met Lorenzo II de' Medici, heer van Florence. Hun dochter Catharina de' Medici huwde met koning Hendrik II van Frankrijk.
- een doodgeboren dochter (1501)

Jan overleed in maart 1501. Hij was de laatste graaf van Auvergne uit het huis La Tour d'Auvergne. Omdat hij geen mannelijke nakomelingen had, erfde zijn oudste dochter Anna het graafschap Auvergne en zijn jongste dochter Magdalena het graafschap Lauragais. Boulogne-sur-Mer werd geïntegreerd in de koninklijke domeinen. 